# Chojnik (Berg)
Der Chojnik (Kynast) ist eine bewaldete Bergkuppe mit Lage an den nördlichen Ausläufern des Riesengebirges, südwestlich der Kreisstadt Jelenia Góra (Hirschberg) auf der Gemarkung des Ortsteils Sobieszów (Hermsdorf unterm Kynast) und damit in der Woiwodschaft Niederschlesien im Hirschberger Tal (polnisch Kotlina Jeleniogórska).

## Nahegelegene Gipfel
|           | Zbójeckie Skały |           |
| Sobiesz   | Kompass         | Grodno    |
| Trzmielak | Żar             | Rudzianki |

## Geologie
Der Berg besteht wie das gesamte Riesengebirge aus Granit. Der Südwesthang setzt sich aus mehreren Dutzend mächtiger Felsblöcke zusammen, die einen 150 m abfallenden Steilhang krönen. Hier erhebt sich die Ruine der Burg Chojnik (Kynastburg) über dem sogenannten Höllengrund. Am Fuße des Nordhangs, auf einer Höhe von etwa 460 bis 500 m, gibt es eine Gruppe von mehrere Meter hohen Zeugenbergen, die Zbójeckie Skały (trans. Schurkenfelsen), die einen schönen Panoramablick auf Jelenia Góra bieten.
In der Nähe befinden sich zwei kleine Höhlen: Auf 530 m die Höhle Dziurawym Kamieniem (Hohle Stein), die mit 19,5 Metern die längste tektonische Gesteinsspalte in den Granitfelsen des Riesengebirges ist. Etwas höher, auf 550 m die Höhle Jaskinia Zbójecka (Räuberhöhle), die lediglich eine große Nische im Gestein ist.

## Naturschutz, Pflanzen und Tiere
Der Gipfel und die Burg befinden sich auf dem Gebiet eines Naturreservats, das eine Exklave des Karkonoski Park Narodowy (KPN, Nationalpark Riesengebirge) bildet. Die Bewaldung besteht aus Buchen, Kiefern und Fichten. 
An seltenen Pflanzen können hier gefunden werden: Das Ausdauernde Silberblatt (Lunaria rediviva), der Gewöhnliche Fransenhauswurz (Sempervivum globiferum), der Feld-Kranzenzian (Gentiana Campestris) und die Dürrwurz (Inula conyzae).
Auch die Fauna hier ist interessant. Neben vielen Spinnenarten sind folgende Vogelarten heimisch: Grauspecht (Picus canus), Zwergschnäpper (Ficedula parva) und Hohltaube (Columba oenas).

## Tourismus
Der Chojnik ist touristisch gut erschlossen, und es existieren einige Wanderwege vom Fuß bis hinauf zur Burgruine.

▬ Route mit roter Markierung von Sobieszów (Hermsdorf unterm Kynast)

▬ Route mit schwarzer Markierung von Sobieszów

▬ Route mit gelber Markierung von Podgórzyna Dolnego (Nieder Giersdorf)

▬ Route mit grüner Markierung von Jagniątków (Agnetendorf)

▬ Route mit grüner Markierung von Zachełmie (Saalberg)